# Raimundo Wang Chonglin
Raimundo Wang Chonglin (Yaojiazhuang, China, 12 de maio de 1921 — 2 de fevereiro de 2010) foi um bispo da Igreja Católica na China.
Bispo emérito da diocese de Zhaoxian, foi ordenado para o sacerdócio em 30 de novembro de 1950. Esteve detido entre os anos de 1957 a 1979 ao sofrer perseguição do Partido Comunista da China durante o período maoísta. Foi ordenado bispo em 9 de março de 1983 e dedicou-se a construção de um seminário e um convento, além de várias entidades assistenciais. Foi reconhecido como bispo pelo governo chinês em 1988. Morreu de hemorragia cerebral em 2010.